# Дурасно (департамент)
Дура́сно (исп. Durazno, «персик») — департамент в центральной части Уругвая, занимает территорию 11 643 км² (6,64 % от общей площади Уругвая). Население — 57 088 чел (2011), Административный центр — город Дурасно. Северную границу департамента образует река Рио-Негро.

## Демография
По данным на 2004 г. население Дурасно составляло 58 859 человек.
- Уровень рождаемости: 17,47 на 1000 чел.
- Уровень смертности: 9,15 на 1000 чел.
- Средняя продолжительность жизни: 75,8 лет (72,2 года для мужчин и 79,6 лет для женщин).

Основные населённые пункты:
| Населённый пункт  | Население, чел. (2011) |
| ----------------- | ---------------------- |
| Дурасно           | 34 368                 |
| Саранди-дель-Йи   | 7176                   |
| Вилья-дель-Кармен | 2692                   |
| Ла-Палома         | 1443                   |
| Сентенарио        | 1136                   |
| Серро-Чато        | 1124                   |
| Санта-Бернардина  | 1094                   |
| Бланкильо         | 1084                   |

| Населённый пункт | Население чел. (2011) |
| ---------------- | --------------------- |
| Карлос-Рейлес    | 976                   |
| Сан-Хорхе        | 502                   |
| Байгоррия        | 161                   |
| Омбуэс-де-Орибе  | 89                    |
| Агуас-Буэнас     | 86                    |
| Фелисиано        | 77                    |

## Административное деление
Департамент Дурасно делится на 2 муниципалитета:
- Саранди-дель-Йи (Sarandí del Yí)
- Вилья-дель-Кармен (Villa del Carmen)

## Экономика
Основу экономики Дурасно составляет сельское хозяйство, важное значение имеет молочное и мясное животноводство.